# Fundación Celeste
Fundación Celeste , es una organización no gubernamental uruguaya. 
Fue fundada en 2010, cuando Uruguay jugó en Copa Mundial de Fútbol en Sudáfrica. Está gestionada por jugadores de fútbol uruguayos que residen en todas partes del mundo. Tiene como propósito de fomentar los valores del deporte en la educación de niños y adolescentes, a través del fútbol. A la fecha ha creado más de 27 proyectos, colaborando con exfutbolistas y niños en todo el Uruguay. Fue director de la organización el futbolista Diego Lugano.
Desde 2019 su actual director es el entrenador, futbolista y autor Daniel Baldi.